# Achramiańce
Achramiańce (lit. Akriemiai) – wieś na Litwie, zamieszkana przez 10 ludzi, w gminie rejonowej Ignalino, 15 km na północ od Ignalina.